# 미성동 (서울)
미성동(美星洞)은 서울특별시 관악구의 행정동이다.

## 역사

### 지명 유래
미성동의 이름은 문성로의 옛 이름인 미성로(美星路)에서 따왔다. 미성로의 이름은 서울미성초등학교(당시 국민학교)에서 따왔다.

### 연혁
- 조선시대 : 경기도 시흥군 동면 난곡리(蘭谷里)[3]
- 1914년 4월 1일 : 경기도 시흥군 동면 신림리
- 1963년 1월 1일 : 서울특별시 영등포구 신림동
- 1970년 5월 18일 : 서울특별시 영등포구 신림3동
- 1973년 7월 1일 : 서울특별시 관악구 신림3동
- 1980년 7월 1일 : 신림11동이 신림3동에서 분동[4]
- 1988년 9월 1일 : 신림12동이 신림11동에서 분동[5]
- 2008년 9월 1일 : 신림11동과 신림12동을 미성동으로 통합[6]

## 법정동
- 신림동

## 교육
- 서울미성초등학교
- 서울난우초등학교
- 미성중학교
- 남서울중학교
- 성보중학교
- 신림고등학교
- 성보고등학교

## 교통
- 서울 지하철 2호선
  - 신대방역
  - 신림역